# Grogolsari
Grogolsari is een bestuurslaag in het regentschap Pati van de provincie Midden-Java, Indonesië. Grogolsari telt 671 inwoners (volkstelling 2010).